# Berle-Kari
Berle-Kari o Berle-Kåre (fl. IX secolo) è stato un capo vichingo vissuto nel IX secolo in Norvegia.

## Biografia
Abitò a Berle (lingua norrena: Berðla), nell'odierna Bremanger nella contea di Vestland. Il Landnámabók lo cita come figlio di Vemund e fratello di Skjoldolf, uno dei primi coloni d'Islanda.
Secondo la Egils saga, Kari fu un berserkr. Ebbe tre figli: Olvir Hnufa, che divenne scaldo alla corte di Harald I di Norvegia, Eyvind Lambi, che fu uno degli hersir di Harald, ed una figlia, Salbjorg, la quale sposò Kveldulf Bjalfason.